# Luigi Marchisio
Luigi Marchisio (Castelnuovo Don Bosco, 26 d'abril de 1909 - Castelnuovo Don Bosco, 2 de juliol de 1992) va ser un ciclista italià que fou professional entre 1929 i 1936.
El seu major èxit esportiu fou el triomf al Giro d'Itàlia de 1930, edició en el qual també va guanyar també dues etapes. El 1931 quedà tercer. Amb 21 anys, fou el guanyador més jove del Giro en aquell moment. Aquest rècord el va batre Fausto Coppi el 1940.

## Palmarès
- 1928
  - 1r al Giro del Sestriere
  - 1r al Piccolo Giro de Llombardia
- 1930
  -  1r al Giro d'Itàlia i vencedor de 2 etapes
  - 1r al Giro de la Província de Reggio de Calàbria
  - 1r a la Copa Val Maira
- 1932
  - 1r a la Barcelona-Madrid i vencedor d'una etapa
  - 1r a la Copa Arpinati

### Resultats al Giro d'Itàlia
- 1930. 1r de la classificació general. Vencedor de 2 etapes
- 1931. 3r de la classificació general
- 1932. Abandona (2a etapa)
- 1933. Abandona (8a etapa)
- 1935. Abandona (10a etapa)

### Resultats al Tour de França
- 1932. 26è de la classificació general